# 멜로라 월터스
멀로라 월터스(Melora Walters, 영어 발음: /məˈlɔːrə/, 1959년 10월 21일 ~ )는 미국의 배우, 영화 감독, 영화 각본가, 영화 제작자이다. 2018년 《워터릴리 재규어》를 통해 감독으로 데뷔하였다.

## 작품 목록

### 영화 출연
- 죽은 시인의 사회 (1989)
- 이레이저 (1996)
- 부기 나이트 (1997)
- 매그놀리아 (1999)
- 매치스틱 맨 (2003)
- 콜드 마운틴 (2003)
- 나비효과 (2004)
- 숏텀 12 (2013)
- 베놈 (2018)
- 캠 걸스 (2018)
- In a Relationship (2018)
- Beneath the Leaves (2019)
- 오프시즌 (2021)

### 영화 연출
- 워터릴리 재규어 (2018, Waterlily Jaguar) - 각본, 공동 제작 겸임
- 드라우닝 (2019, Drowning) - 각본, 공동 제작 겸임

### 텔레비전 출연
- 빅 러브 (2006-10)